# Żetysu
Żetysu (kaz. Жетісу ауданы) – jeden z ośmiu dystryktów Ałmaty, znajdujący się w północnej części miasta. W 2019 roku dystrykt zamieszkiwało 166 001 osób.